# Promachus truquii
Promachus truquii är en tvåvingeart som beskrevs av Luigi Bellardi 1861. Promachus truquii ingår i släktet Promachus och familjen rovflugor. Inga underarter finns listade i Catalogue of Life.